# Lijnbaan (Dordrecht)
De Lijnbaan is een wijk in Dordrecht. Het ligt aan de noordkant van de stad tegen de oude binnenstad aan. In het westen grenst de Riedijkshaven, in het noorden het Wantij, in het oosten het oude gemeentelijke energiebedrijf (GEB) en in het zuiden de Noordendijk.
De lijnbaan is de hoofdstraat van de wijk die van het oude GEB-kantoor tot aan de Riedijkshaven loopt. Deze heeft een aantal dwarsstraten richting het Wantij en aan de kant van de Riedijkshaven ligt het Houthavenplein tussen de Lijnbaan en de bebouwing aan het water.

## Geschiedenis
Een lijnbaan werd vroeger gebruikt om er touw (lijnen) te maken. De 'touwslagerij' lag buiten de stad en aan het water. Daar waar schepen in de buurt waren, waren immers touwen nodig. Het beroep van touwslager is eind 19e eeuw uitgestorven en de lijnbaan werd bebouwd.

## Tegenwoordig

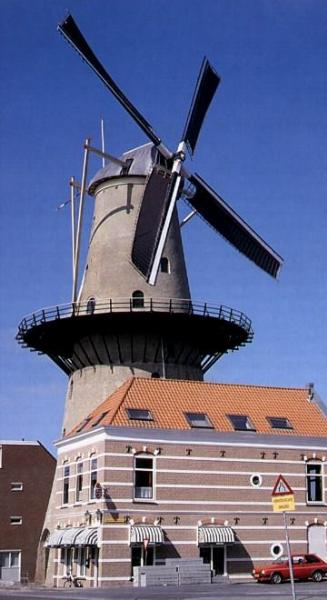
Kijck over den Dijck

De Lijnbaan is tegenwoordig een multiculturele wijk aan de rand van de binnenstad. Het hele gebied is een aantal jaren geleden grondig opgeknapt en daarbij heeft de oude bebouwing plaatsgemaakt voor nieuwbouw. Aan de Riedijkshaven staan nieuwe appartementen die naadloos aansluiten bij de historie van de haven. Op de kop van de haven staat moderne hoogbouw, ook in de sfeer van de haven. Het oude GEB-gebouw heeft een grondige opknapbeurt gekregen en biedt nu onderdak aan verschillende instanties, waaronder de Popcentrale. Aan de Noordendijk zijn nieuwe woningen gebouwd en de molen 'Kijck over den Dijck' is in oude staat hersteld.
Eiland van Dordrecht

Wijken en buurten: Binnenstad (Negentiende-eeuwse Schil) ·
Noordflank (Bleyenhoek · Lijnbaan e.o.) ·
Het Reeland (Transvaalbuurt · Land van Valk · Indische buurt · Vogelbuurt · Wantijbuurt) ·
De Staart (Staart-West · Staart-Oost) ·
Oud-Krispijn (Van Gogh-buurt) ·
Nieuw-Krispijn ·
Stadspolders (Vissershoek · Oudelandshoek) ·
Wielwijk ·
Crabbehof (Zuidhoven) ·
Sterrenburg (Sterrenburg I, II, III) ·
Dubbeldam (Oud-Dubbeldam · Dubbeldam-Noord · Dubbeldam-Zuid · 't Vissertje · Klein Dubbeldam · De Hoven)

Industrie: Amstelwijck · Krabbepolder · Louterbloemen · Zeehavenlaan · Industriegebied De Staart

Buitengebied: Kop van 't Land · Tweede Tol · Wieldrecht · Willemsdorp

Verdwenen plaatsen: De Mijl · Groote of Hollandsche Waard